# Бунич, Игорь Львович
И́горь Льво́вич Бу́нич (28 сентября 1937, Днепропетровск — 15 июня 2000, Санкт-Петербург) — советский и российский писатель, переводчик, публицист. Получил известность благодаря произведениям в жанре политической публицистики и фолк-хистори. Автор многочисленных разоблачённых мистификаций («Письмо Гитлера Сталину 14 мая 1941 года») . Являлся сторонником Виктора Суворова и его концепции, а также придерживался конспирологической версии полёта в Великобританию Рудольфа Гесса. Также автор популярно-исторических книг на военно-морскую тематику.

## Биография
Родился 28 сентября 1937 года в семье инженера-конструктора. С детских лет жил в Ленинграде. Поступил в Ленинградский кораблестроительный институт. С 1964 года работал в ЦНИИ им. Крылова, потом — с 1974 года — в Военно-морской академии, исследуя архивные материалы и составляя аналитические обзоры для руководства академии. Занимался переводами и реферированием иностранной литературы. В качестве хобби интересовался историей флота. Служил в морской авиации, в 1984 году уволился в отставку в звании подполковника.
С середины 1970-х годов занялся распространением в кругу знакомых своих переводов из иностранной специализированной периодики (или без указания своего авторства как переводчика, или под различными псевдонимами).
В 1982 году получил первое официальное предостережение от Ленинградского управления КГБ за размножение и нелегальное распространение материалов «клеветнического характера» и «близких к секретным»; в 1984 году — второе предостережение (в связи с «делом Донского») — относительно распространения «антисоветской литературы». Был уволен под предлогом сокращения штатов; с 1984 года работал вахтёром и ночным сторожем в Ленинградском государственном институте советской торговли.
В 1990-е работал помощником народного депутата Юлия Рыбакова, занимался публицистикой, выпустил разошедшиеся большими тиражами книги «Золото партии», «Меч президента», «Операция „Гроза“» и другие.
Умер 15 июня 2000 года, похоронен на Никольском кладбище.

## Творчество
Книги Игоря Бунича можно разделить на три группы. Первая — самые известные его произведения, написанные в жанре фолк-хистори, политически ангажированные, достаточно вольно трактующие отечественную историю, снабжённые значительными лирическими отступлениями и в то же время читающиеся легко и увлекательно. Например, это книги из серии «Операция «Гроза»», посвящённые доказательству подготовки И. В. Сталиным оккупации Европы в 1941 году. Вторую группу представляли книги с размышлениями над актуальными политическими событиями 1990-х годов, такие как «Меч президента» (о событиях 1993 года) и «Хроника чеченской бойни». Значительная, но менее известная группа книг писателя — популярные изложения событий морской истории. В неё входят такие книги, как «Пираты фюрера», «Корсары Кайзера», «Александр Суворов» и многие другие.
Активно продвигал версию о том, что Николай Второй не был расстрелян в 1918 году, а дожил до начала 1940-х годов.

## Критика
Историки С. В. Девятов, Ю. А. Борисенок, В. И. Жиляев и О. К. Кайкова обратили внимание, что Игорь Бунич в 1997 году опубликовал имеющее «все признаки фальшивки» письмо А. Гитлера И. В. Сталину от 14 мая 1941 года. Однако по состоянию на 2021 год оригинал письма не обнаружен ни в российских, ни в германских архивах.